# Lawrence Bacow
Lawrence "Larry" Seldon Bacow (Detroit, 24 de agosto de 1951) es un abogado, economista, autor y administrador universitario estadounidense. Es el presidente número 29 de la Universidad de Harvard, cargo que asumió el 1 de julio de 2018, sucediendo a Drew Gilpin Faust. Antes de asumir la presidencia, fue el líder residente de Hauser en el Centro de Liderazgo Público de la Escuela de Gobierno John F. Kennedy de Harvard. Anteriormente estuvo en la Harvard Graduate School of Education y ha sido miembro del presidente y miembros del Harvard College, una de las juntas directivas de la universidad, desde 2011.
Comenzó su carrera académica en 1977 como profesor de estudios ambientales en el Instituto de Tecnología de Massachusetts (MIT) en el Departamento de Estudios Urbanos y Planificación donde finalmente se convirtió en presidente de su departamento y rector de la universidad. Desde septiembre de 2001 hasta julio de 2011 ocupó el cargo de duodécimo presidente de la Universidad de Tufts.

## Educación
Nació el 24 de agosto de 1951 en Detroit, Míchigan de padres judíos. Su madre emigró de Europa a los 19 años después de la Segunda Guerra Mundial y fue el único miembro de su familia que sobrevivió a Auschwitz. Su padre fue llevado a los Estados Unidos desde Bielorrusia cuando era niño para escapar de los pogromos. Bacow creció en Pontiac, (Míchigan), y fue parte de los Boy Scouts de América; finalmente se convertiría en un Eagle Scout. La organización le otorgaría el Distinguished Eagle Scout Award más adelante en su vida.
Bacow asistió a Andover High School en Bloomfield Hills. Luego recibió su bachillerato universitario en ciencias en economía del Instituto de Tecnología de Massachusetts, donde fue miembro de la fraternidad judía Zeta Beta Tau. Recibió su juris doctor de la Facultad de Derecho de Harvard, su Master of Public Policy de la Escuela Harvard Kennedy y su doctorado. en políticas públicas de la Graduate School of Arts and Sciences.

## Instituto de Tecnología de Massachusetts
Comenzó su carrera académica en el Instituto de Tecnología de Massachusetts. Se desempeñó como profesor en la institución durante 24 años, y finalmente fue nombrado director de departamento y rector. Bacow se especializó en economía en el MIT. Al finalizar la escuela de posgrado en 1977, regresó al MIT para enseñar en el Departamento de Estudios y Planificación Urbana, convirtiéndose en el Profesor Lee y Geraldine Martin de Estudios Ambientales. Fue cofundador y primer director del Centro de Bienes Raíces del MIT. Como canciller del MIT (1998-2001), supervisó la educación de pregrado y posgrado, la vida estudiantil, las admisiones, la ayuda financiera, el atletismo, la planificación del campus y las asociaciones institucionales a gran escala del MIT, tanto industriales como internacionales. Fue elegido miembro de la Academia Estadounidense de Artes y Ciencias en 2003.

## Universidad de Tufts
El 1 de septiembre de 2001, fue elegido duodécimo presidente de la Universidad de Tufts.
Mientras era presidente de esta, se opuso a los esfuerzos de sindicalización de los estudiantes graduados, así como a los de los empleados técnicos y administrativos de la universidad. El 8 de febrero de 2010, en un correo electrónico al cuerpo estudiantil anunció que dejaría el cargo de presidente de Tufts en junio de 2011. El 1 de marzo de 2010, el presidente Barack Obama anunció que Bacow fue designado para la junta de asesores de la Iniciativa de la Casa Blanca sobre Colegios y Universidades Históricamente Negros. Bacow recibió una indemnización de 2.182.717 dólares en 2011.

## Universidad de Harvard
El 25 de mayo de 2011 fue nombrado miembro del presidente y miembros del Harvard College, una de las juntas encargadas de guiar los esfuerzos e iniciativas de la Universidad de Harvard. Por lo tanto, durante aproximadamente un mes, hasta su renuncia a Tufts, tuvo responsabilidades de gobierno tanto en la Universidad de Tufts como en la Universidad de Harvard.
Después de que Bacow fuera mencionado en The Chronicle of Higher Education en 2006 como posible candidato para suceder a Lawrence Summers como presidente de la Universidad de Harvard, el director de relaciones públicas de Tufts emitió un comunicado afirmando que Bacow estaba "feliz" en Tufts y que llegó aquí con la expectativa de que la presidencia de Tufts "sería su último cargo y esa sigue siendo su expectativa".
El 11 de febrero de 2018, se anunció que Bacow se convertiría en el 29 ° presidente de la Universidad de Harvard el 1 de julio de 2018, sucediendo a Drew Gilpin Faust. Fue elegido entre 700 candidatos, su elección fue considerada una sucesión "segura" de Fausto.

## Vida personal
Bacow es un ávido corredor, con cinco maratones en su haber. Él y su esposa, Adele Fleet Bacow, tienen dos hijos, Jay (n. 1980) y Ken. El 24 de marzo de 2020, Bacow y su esposa dieron positivo al SARS-CoV-2, el virus que causa el COVID-19. En una discusión con Harvard Gazette, Bacow describió su sorpresa por el diagnóstico, afirmando que él y su esposa habían estado completamente aislados en su casa durante casi diez días antes de experimentar los síntomas. Sin embargo, la investigación y las entrevistas posteriores realizadas por el periódico estudiantil de la universidad, Harvard Crimson descubrió que los Bacow habían pedido a los conserjes de Harvard que limpiaran su casa durante la primera ola de la pandemia durante cuatro horas, dos veces por semana, hasta diez días después del cierre de Harvard y tres días antes de que los Bacow comenzaran a experimentar síntomas. Poco después de que los Bacow dieron positivo por COVID-19, ambos custodios también comenzaron a experimentar síntomas de la enfermedad.